# Luca Agamennoni
Luca Agamennoni (Livorno, 8 de agosto de 1980) es un deportista italiano que compitió en remo.
Participó en cuatro Juegos Olímpicos de Verano, obteniendo dos medallas, bronce en Atenas 2004 (cuatro sin timonel) y plata en Pekín 2008 (cuatro scull), el octavo lugar en Londres 2012 (cuatro sin timonel) y el séptimo en Río de Janeiro 2016 (ocho con timonel).
Ganó cuatro medallas en el Campeonato Mundial de Remo entre los años 2001 y 2010, y una medalla de bronce en el Campeonato Europeo de Remo de 2011.

## Palmarés internacional
| Juegos Olímpicos   | Juegos Olímpicos          | Juegos Olímpicos  | Juegos Olímpicos   |
| Año                | Lugar                     | Medalla           | Prueba             |
| ------------------ | ------------------------- | ----------------- | ------------------ |
| 2004               | Atenas (Grecia)           | Medalla de bronce | Cuatro sin timonel |
| 2008               | Pekín (China)             | Medalla de plata  | Cuatro scull       |
| Campeonato Mundial |                           |                   |                    |
| Año                | Lugar                     | Medalla           | Prueba             |
| 2001               | Lucerna (Suiza)           | Medalla de plata  | Cuatro con timonel |
| 2005               | Kaizu (Japón)             | Medalla de bronce | Dos sin timonel    |
| 2006               | Eton (Reino Unido)        | Medalla de plata  | Ocho con timonel   |
| 2010               | Cambridge (Nueva Zelanda) | Medalla de plata  | Cuatro scull       |
| Campeonato Europeo |                           |                   |                    |
| Año                | Lugar                     | Medalla           | Prueba             |
| 2011               | Plovdiv (Bulgaria)        | Medalla de bronce | Cuatro sin timonel |